# Magerøya
Magerøya (en sami septentrional: Máhkarávju) és una illa de 436 km² situada al municipi de Nordkapp, al comtat de Finnmark, a l'extrem nord de Noruega. El seu punt més septentrional, el Knivskjellodden, és igualment el punt més al nord d'Europa (si s'exclouen Rússia i l'arxipèlag de Svalbard).

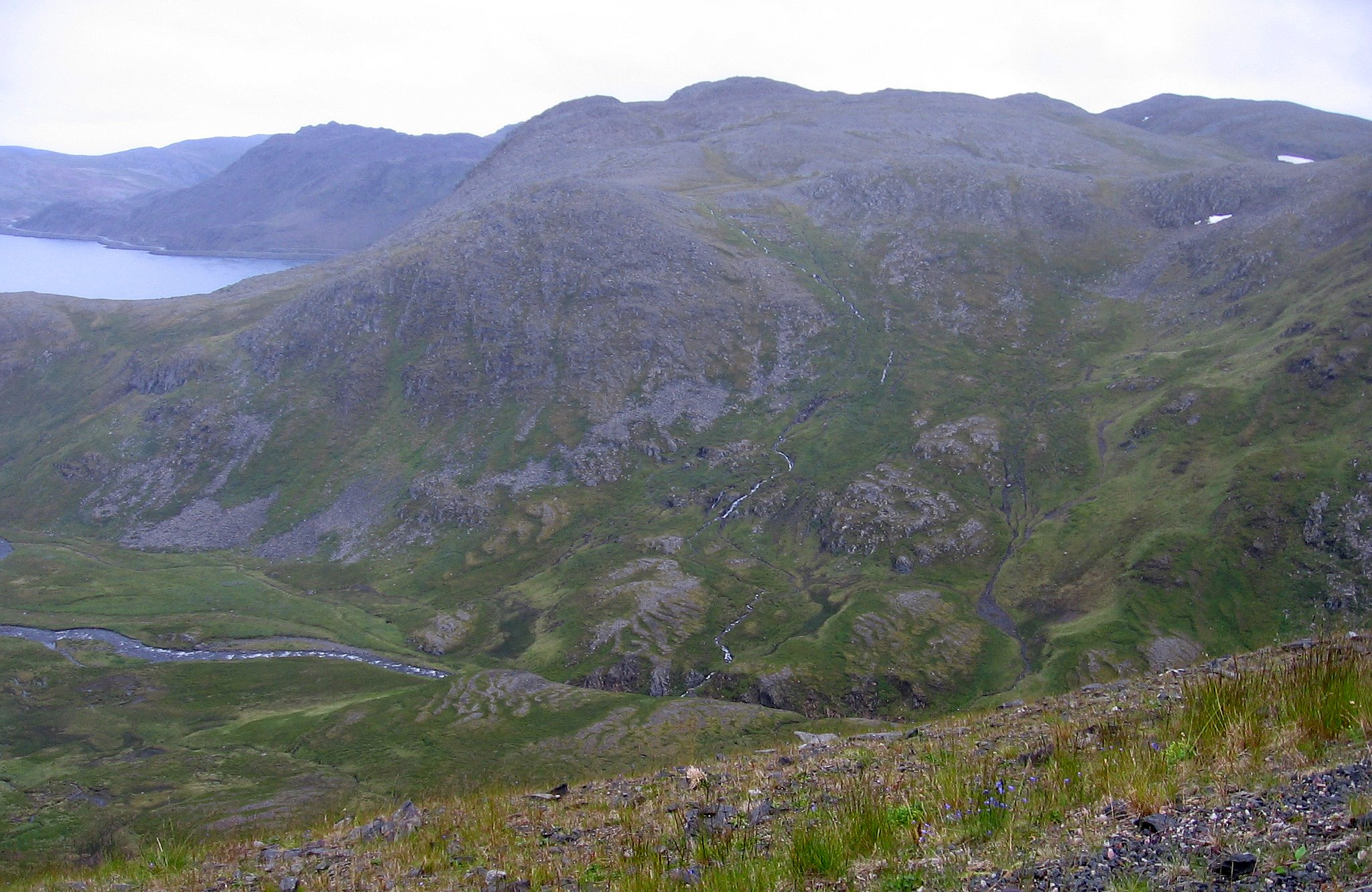
Vista de l'illa des de la E69

Unes 4.000 persones viuen a l'illa, la meitat a la ciutat de Honningsvåg, situada a la costa sud. L'illa presenta un paisatge desolat, estèril i desproveït arbres, amb penya-segats costeruts en els turonets de la costa.
El reclam principal de Magerøya és el Cap Nord, un cap de penya-segat costerut a la costa del nord que és una atracció turística essencial. Per acollir les grans quantitats de turistes que visiten l'illa, Magerøya està connectada al continent pel Túnel del Cap Nord, un túnel de carretera submarí de 7 km de longitud, construït entre el 1995 i 1999 i que forma part de la ruta europea E69, anomenat FATIMA. FATIMA és la contracció del noruec Fastlandsforbindelse til Magerøya (Connexió continental amb Magerøya, en català). Arriba a una profunditat de 212 metres per sota nivell del mar, va ser per un temps el més llarg i profund del món. Dins del túnel s'hi pot trobar boira o gel, fins i tot a l'estiu.
El servei de transbordadors Hurtigruten de Noruega et transporta de Magerøya a Honningsvåg; les aigües al voltant de l'illa romanen tot l'any sense gel degut a les corrents càlides de l'Atlàntic Nord. És una de les reserves d'aus marines més importants de la regió subàrtica.